# Torneo Centroamericano 1989
El Torneo Centroamericano 1989 fue la decimoquinta edición del Torneo Centroamericano de la Concacaf, torneo de fútbol  a nivel de clubes de Centroamérica organizado por la Concacaf y que contó con la participación de 14 equipos de la región. Los cuatro primeros lugares estarían en la fase final de la Copa de Campeones de la Concacaf 1989.
El CD Olimpia de Honduras fue el campeón del torneo por ganar la cuadrangular final, mientras que la LD Alajuelense, campeón de la edición anterior, no participó en el torneo.

## Equipos participantes
En cursiva los equipos debutantes en el torneo.
| País                  | Equipo                             |
| --------------------- | ---------------------------------- |
| Costa Rica · 2 cupos  | CS Herediano CS Cartaginés         |
| Honduras 2 cupos      | CD Olimpia Real CD España          |
| El Salvador · 2 cupos | CD Luis Ángel Firpo Cojutepeque FC |
| Guatemala · 2 cupos   | CSD Municipal Aurora FC            |

## Grupo A
Jugado en San Pedro Sula, Honduras.
| Equipo           | PJ | PG | PE | PP | GF | GC | Dif | Pts. |
| ---------------- | -- | -- | -- | -- | -- | -- | --- | ---- |
| Cartaginés       | 3  | 2  | 0  | 1  | 4  | 1  | +3  | 4    |
| Real España      | 3  | 1  | 2  | 0  | 2  | 1  | +1  | 4    |
| Luis Ángel Firpo | 3  | 0  | 2  | 1  | 1  | 2  | -1  | 2    |
| Aurora           | 3  | 0  | 2  | 1  | 2  | 5  | -3  | 2    |

| 8 de abril de 1989 | Cartaginés    | 1:0 (0:0) | Luis Ángel Firpo | Estadio Francisco Morazán, San Pedro Sula                 |                                                           |
|                    | Fernández 69' |           |                  | Asistencia: 12,750 espectadores Árbitro(s): Freddy Burgos | Asistencia: 12,750 espectadores Árbitro(s): Freddy Burgos |

| 8 de abril de 1989 | Real España | 1:1 | Aurora | Estadio Francisco Morazán, San Pedro Sula |                                 |
|                    | González    |     | Núñez  | Asistencia: 12,750 espectadores           | Asistencia: 12,750 espectadores |

| 12 de abril de 1989 | Luis Ángel Firpo | 1:1 | Aurora     | Estadio Francisco Morazán, San Pedro Sula |  |
|                     | de Moura         |     | Alonso 88' |                                           |  |

| 12 de abril de 1989 | Real España      | 1:0 (1:0) | Cartaginés | Estadio Francisco Morazán, San Pedro Sula |                            |
|                     | Cálix 40' (pen.) |           |            | Árbitro(s): Agustín Molina                | Árbitro(s): Agustín Molina |

| 15 de abril de 1989 | Aurora | 0:3 (0:1) | Cartaginés                           | Estadio Francisco Morazán, San Pedro Sula                   |                                                             |
|                     |        |           | Arias 55', 60' · Figueroa 21' (pen.) | Asistencia: 9,715 espectadores Árbitro(s): Rodolfo Martínez | Asistencia: 9,715 espectadores Árbitro(s): Rodolfo Martínez |

| 15 de abril de 1989 | Luis Ángel Firpo | 0:0 | Real España | Estadio Francisco Morazán, San Pedro Sula |  |
|                     |                  |     |             | Asistencia: 9,715 espectadores            |  |

## Grupo B
Jugado en Tegucigalpa, Honduras.
| Equipo      | PJ | PG | PE | PP | GF | GC | Dif | Pts. |
| ----------- | -- | -- | -- | -- | -- | -- | --- | ---- |
| Olimpia     | 3  | 2  | 1  | 0  | 7  | 4  | +3  | 5    |
| Herediano   | 3  | 2  | 0  | 1  | 7  | 5  | +2  | 4    |
| Municipal   | 3  | 0  | 2  | 1  | 5  | 6  | -1  | 2    |
| Cojutepeque | 3  | 0  | 1  | 2  | 3  | 7  | -4  | 1    |

| 9 de abril de 1989 | Herediano                        | 3:2 (2:1) | Municipal               | Estadio Nacional, Tegucigalpa |                              |
|                    | Guzzoni 37' · Rodríguez 39', 72' |           | Sánchez 43' · Gómez 53' | Árbitro(s): Rodolfo Martínez  | Árbitro(s): Rodolfo Martínez |

| 9 de abril de 1989 | Olimpia                            | 3:1 (1:1) | Cojutepeque | Estadio Nacional, Tegucigalpa |  |
|                    | Galindo 51', 77' · Juan Flores 44' |           | Rugamas 32' |                               |  |

| 13 de abril de 1989 | Municipal | 1:1 | Cojutepeque | Estadio Nacional, Tegucigalpa |  |

| 13 de abril de 1989 | Olimpia                             | 2:1 (1:0) | Herediano   | Estadio Nacional, Tegucigalpa |                     |
|                     | Juan Flores 19' · Rivera 77' (pen.) |           | Guzzoni 50' | Árbitro(s): Escobar           | Árbitro(s): Escobar |

| 16 de abril de 1989 | Cojutepeque | 1:3 (0:2) | Herediano                                      | Estadio Nacional, Tegucigalpa |                         |
|                     | Sorto 77'   |           | Rodríguez 9' · Méndez 12' · Edwards 59' (pen.) | Árbitro(s): Jorge Irías       | Árbitro(s): Jorge Irías |

| 16 de abril de 1989 | Municipal                   | 2:2 (0:1) | Olimpia                              | Estadio Nacional, Tegucigalpa |  |
|                     | Gardiner 75' · McDonald 90' |           | Javier Flores 10' · Dolmo Flores 66' |                               |  |

## Ronda final
Jugado en Tegucigalpa, Honduras.
| Equipo      | PJ | PG | PE | PP | GF | GC | Dif | Pts. |
| ----------- | -- | -- | -- | -- | -- | -- | --- | ---- |
| Olimpia     | 3  | 3  | 0  | 0  | 8  | 1  | +7  | 6    |
| Herediano   | 3  | 1  | 1  | 1  | 6  | 5  | +1  | 3    |
| Real España | 3  | 1  | 0  | 2  | 3  | 6  | -3  | 2    |
| Cartaginés  | 3  | 0  | 1  | 2  | 2  | 7  | -5  | 1    |

| 11 de junio de 1989 | Real España  | 1:3 (0:1) | Herediano                        | Estadio Nacional, Tegucigalpa                                  |                                                                |
|                     | González 47' |           | Rodríguez 18', 65' · Edwards 67' | Asistencia: 25,000 espectadores Árbitro(s): José Antonio Garza | Asistencia: 25,000 espectadores Árbitro(s): José Antonio Garza |

| 11 de junio de 1989 | Olimpia                                     | 3:0 (1:0) | Cartaginés | Estadio Nacional, Tegucigalpa                                    |                                                                  |
|                     | Espinoza 17', 66' (pen.) · Dolmo Flores 85' |           |            | Asistencia: 25,000 espectadores Árbitro(s): Arturo Brizio Carter | Asistencia: 25,000 espectadores Árbitro(s): Arturo Brizio Carter |

| 14 de junio de 1989 | Herediano                       | 2:2 (0:2) | Cartaginés                | Estadio Nacional, Tegucigalpa  |                                |
|                     | Méndez 74' · Edwards 78' (pen.) |           | Fernández 22' · Arias 31' | Árbitro(s): José Antonio Garza | Árbitro(s): José Antonio Garza |

| 14 de junio de 1989 | Real España | 0:3 | Olimpia                               | Estadio Nacional, Tegucigalpa |  |
|                     |             |     | Javier Flores · Dolmo Flores · Zapata |                               |  |

| 18 de junio de 1989 | Cartaginés | 0:2 (0:1) | Real España                 | Estadio Nacional, Tegucigalpa                             |                                                           |
|                     |            |           | Caballero 42' · Gallego 52' | Asistencia: 30,000 espectadores Árbitro(s): Vincent Mauro | Asistencia: 30,000 espectadores Árbitro(s): Vincent Mauro |

| 18 de junio de 1989 | Herediano   | 1:2 (1:0) | Olimpia                             | Estadio Nacional, Tegucigalpa    |                                  |
|                     | Guzzoni 33' |           | Contreras 75' · Espinoza 78' (pen.) | Árbitro(s): Arturo Brizio Carter | Árbitro(s): Arturo Brizio Carter |

## Campeón
Olimpia
Campeón
2° título